# Medrești
Medrești falu Romániában, Erdélyben, Fehér megyében. Közigazgatásilag Aranyosszohodol községhez tartozik.

## Fekvése
Valea Verde mellett fekvő település.

## Története
Medreşti korábban Valea Verde része volt. 1956 táján vált külön, ekkor 90 lakosa volt. 1966-ban 62, 1977-ben 38, 1992-ben 6, 2002-ben 4 román lakosa volt.